# Familia Galeano
La familia Galeano es originaria de Génova (Italia), y floreció en la nobleza europea de los años 1200 a más de 1700 en algunas partes de Italia, Francia, Alemania, Austria y España.
La familia Galeano o Galleano se encuentra presente en Cuba, descendientes de Genoveses procedentes de la Villa de Cornigliano en Génova, villa dei Palazzi dei Nobili Genovesi, estableciéndose en La Habana desde la primera mitad del 1800 hasta nuestros días, existe una Avenida en La Habana llamada Avenida de Italia conocida como Calzada de Galeano o Galiano.

## Genealogía del Apellido
En los documentos más antiguos concernientes a esta Familia, se encuentran registros en los archivos de las villas de  Génova y Ventimiglia  (Regiones de  Liguria  y Piamonte en Italia), en donde indiferentemente los nombres de: Galliani, Galleano, Galleani, Gallieni, Gallieno o Galiano pertenecen a esta familia.
Esta variedad de nombres se perpetúa en las ramas que se establecieron en Niza (Francia) y Piamonte. Se conserva también el patronímico en los que se establecieron en Aviñón en el año 1332 donde comenzaron a llamarse: Galléan, Galléans, Galliens. En regiones de Alemania y Austria: Galen o Galien.
Estas diferentes variantes se dieron en función de la fonética y gramática de cada región o país donde se desarrolló.
En los territorios hispanohablantes Galeano, Galiano y Galeana fueron las variantes que más se impusieron.

## La Casa de Galeano
Los historiadores sostienen que el origen del apellido viene del Emperador Romano Galiano (Gallieno). Después de su muerte, sus familiares tomarían su nombre por su apellido, fundando así este linaje.
El primer noble registrado de esta Familia se conoce como Simón Galleano  (Noble de Génova y Ventimiglia 1000/1122 D.C.) y su hijo Inigo.
La Familia se dividió en varias ramas que luego fueron poseedoras de muchos territorios nobles. Con el tiempo fueron favorecidos de manera significativa debido a sus alianzas estratégicas y matrimonios con pretendientes de distintas Casas reales europeas.
En Milán fueron una de las familias más poderosas de su época en su alianza con los Sforza. También se puede mencionar su alianza con la Familia Doria y la Familia Grimaldi de Génova.
En Génova, los Galeano ejercieron el Patriciado y fueron notablemente poderosos en Francia. Hubo un tiempo en que Génova y Niza se encontraban bajo el mismo gobierno. Se puede notar aún en los accesos de algunas residencias y palacios Galeano que se encuentra esculpida la figura de una embarcación de vela o Galea.
Otras ramas de la Familia se distribuyeron hacia diferentes puntos de Italia como Sicilia o Venecia. En Austria, algunos se han agregado a la Casa de Habsburgo.
En tiempos posteriores, descendientes de esta Familia emigraron y se establecieron en Portugal, Estados Unidos y Canadá donde fueron igualmente prósperos.
La introducción de este apellido en España se debe a la Rama de Génova. Durante el siglo XVI se instalaron ramas de esta Familia especialmente en Extremadura, Canarias y las provincias vascongadas, donde se estableció una parte. La mayoría de ellos aprovechando el auge económico que el país presentaba para la época, lo que facilitaba algunas actividades comerciales y contratos con la Corona, especialmente para los marinos de Génova, quienes alquilaban sus naves a los Reyes para el comercio por el Mediterráneo y luego hacia el nuevo Mundo. Una de estas Familias se estableció en la ciudad de Almansa (Albacete) de donde dimanaron varias líneas que fueron uniéndose con nobles Familias españolas. Entre estos ilustres miembros se pueden mencionar a Don Juan Pablo Galiano y Chinarca, Marqués de Galiano y Vizconde de Istria y Don Francisco .
Los Galeano han destacado siempre por ser Hombres ilustres, vinculados a la política, la milicia, la diplomacia, la economía, la religión, la ciencia, la literatura, siendo muchos de ellos honorables caballeros de distintas órdenes militares y religiosas reconocidas.
Entre algunos de los títulos nobiliarios y dignidades que han ostentado u ostentan los más altos representantes de esta Casa se encuentran los de: Caballeros(knights), Señores, Condes, Vizcondes, Barones, Marqueses, Duques, Archiduques (Austria), Príncipes, Príncipes Romanos y Príncipes del Imperio.
También existe información sobre el origen italiano del apellido que apela porque Galeano es una derivación de "Galleani", que hace alusión a una familia de mineros genoveses que se instalaron el la subregión del oriente antioqueño, y más precisamente en el municipio de El Peñol (Antioquia), a principios del siglo XVIII. Rápidamente los miembros de esta familia se propagaron por toda la región y su apellido sufrió una variación lingüística debido a la incorrecta pronunciación que de él hacían las personas locales. Al respecto puede consultarse a Don Jesús Galeano Gómez, residente en el municipio de Santo Domingo (Antioquia), nacido en 1911, o a uno de sus doce hijos que se pueden encontrar en la ciudad de Medellín (Antioquia) que le pueden confirmar la historia que les contaba su padre que hace mención a que el apellido de su abuelo (o tatara abuelo en caso de sus hijos)  era Galleani.

## El linaje en América
De esta manera, un matrimonio residente en Génova y perteneciente a la rama: (Niza-Génova), viajó a España y se estableció en Valencia de Alcántara (Extremadura) con sus hijos. El mayor de ellos: Martín Galeano, probablemente nacido en Génova, al quedar huérfano se hizo militar. Sirvió a la Corona de España y fue uno de los héroes de la batalla de Pavía en 1525; luego participó en la conquista del Nuevo Mundo en la expedición de Pedro Fernández de Lugo que desembarcó en Santa Marta, Colombia en 1535.
Martín Galeano fue uno de los más importantes conquistadores del territorio de Colombia (Nuevo Reino de Granada). Capitán de Infantería, dirigió la campaña militar en la exploración y conquista del territorio; fundó la población de Vélez el 3 de junio de 1539 siendo regidor de la misma y cofundador de la actual capital de Colombia: Santafé de Bogotá, al lado de Gonzalo Jiménez de Quesada.
Martín Galeano y sus hermanos Pedro e Isabella introdujeron este linaje en Colombia donde aún se conserva, como descendientes colaterales de los Barones de Issarts, los Duques de Châteauneuf de Gadagne y los Príncipes Imperiales de la Maison de Galléan(de la filiación: Niza-Génova). Posteriormente, algunos miembros se diseminaron hacia México y hacia otras regiones de Sur América. El escudo de armas que portaba Martín era un “escudo tronchado con un león rampante de oro en campo de gules en la parte superior, y en campo de oro tres bandas de azur”. Privativas del linaje Galeano registrado en Sevilla, de donde partió la expedición. Este escudo es compartido por los Galleani de Milán y los Galléan de Niza.
Las hijas del Príncipe Carlo Hiacinthe Antonio de Galléan fueron muy populares en la Corte de Luis XVI de Francia. La Condesa y Princesa Cornélie de Galléan Forbin-Janson, propietaria del Château de Sauvan (Palacio de Sauvan), fue admirada por su gran parecido con la Reina María Antonieta, de la cual era muy allegada.
Desde los registros más antiguos a los altos miembros de ésta Familia se les reconoce como Nobilis Miles (caballeros nobles), y formaron parte de las 50 primeras Familias más importantes de la República. La Familia está registrada en los archivos de Familias nobles de Italia, Francia y aparece en el libro de oro de la nobleza mediterránea, entre otros.